# Kanton Perros-Guirec
Kanton Perros-Guirec (fr. Canton de Perros-Guirec) je francouzský kanton v departementu Côtes-d'Armor v regionu Bretaň. Tvoří ho devět obcí.

## Obce kantonu
- Kermaria-Sulard
- Louannec
- Perros-Guirec
- Pleumeur-Bodou
- Trévou-Tréguignec
- Saint-Quay-Perros
- Trébeurden
- Trégastel
- Trélévern